# Joris P.K.
Joris P.K., ook geschreven als Joris PK, is een Nederlandse stripreeks die werd bedacht, geschreven en getekend door Peter de Smet. De verhalen spelen zich af in een fictief land in de middeleeuwen.

## Inhoud
De hoofdfiguren zijn Joris PK, ridder, en Plok, een voormalige piraat die in het eerste verhaal ten goede wordt bekeerd. In de meeste verhalen helpen zij koning Stanislav van Transandijvië om zijn troon te behouden, dan wel terug te krijgen van de boosaardige magiër Xobl.

## Publicatiegeschiedenis
In september 1972 verscheen in nr. 37 van het stripblad Pep het eerste verhaal uit de reeks, Het toernooi. De eerste vier verhalen verschenen in Pep. De twee volgende verhalen verschenen in de Nieuwe Revu, waar De Smet al eerder zijn verhaal Het hopmysterie had gepubliceerd. Zijn laatste, zevende verhaal werd in 1986 gepubliceerd in Eppo Wordt Vervolgd.
Van de zeven verhalen werden er een paar twee keer in een tijdschrift gepubliceerd, waaronder Het toernooi dat na de initiële publicatie in 1972 werd geherpubliceerd in Robbedoes nr. 2390, in 1984.
| Nr | Titel                 | Aantal pagina's | 1e publicatie                         |
| -- | --------------------- | --------------- | ------------------------------------- |
| 1  | Het toernooi          | 44              | Pep 1972 nr 37 t/m 51                 |
| 2  | Het zwingende zwaard  | 44              | Pep 1973 nr 9 t/m 30                  |
| 3  | Het goddelijk profiel | 44              | Pep 1973 nr 41 t/m 1974 nr 13         |
| 4  | De valse koning       | 30              | Pep 1974 nr 22 t/m 1974 nr 36         |
| 5  | De vloek der goden    | 24              | Nieuwe Revu 1974/1975                 |
| 6  | En de Nutten          | 22              | Nieuwe Revu 1975                      |
| 7  | Het Chinese vuur      | 14              | Eppo Wordt Vervolgd 1986 nr 34 t/m 40 |

## Waardering
Voor Joris PK leende De Smet het plot van zijn eerste strip Fulco en de Miesmannetjes, die in 1968 werd gepubliceerd in 't Kapoentje. Zijn uitwerking was volgens Ger Apeldoorn in diens boek De jaren Pep nieuw en geniaal, waardoor De Smet doorschoot naar de top van striptekenaars. Van de langere stripverhalen die De Smet maakte, worden die uit de Joris PK-reeks over het algemeen het hoogst gewaardeerd.

## Albums
| Jaar | Verhaal               | Reeks / nr.                  | Uitgever   |
| ---- | --------------------- | ---------------------------- | ---------- |
| 1973 | Het toernooi          | Oberon Strips Gekleurd nr 13 | Oberon     |
| 1976 | Het zwingende zwaard  | Oberon Zwartwit Reeks nr 5   | Oberon     |
| 1976 | De valse koning       | Oberon Zwartwit Reeks nr 6   | Oberon     |
| 1977 | Het goddelijk profiel | Oberon Zwartwit Reeks nr 13  | Oberon     |
| 1983 | Het toernooi          | Joris PK nr 1                | De Meulder |
| 1984 | Het zwingende zwaard  | Joris PK nr 2                | De Meulder |
| 1984 | Het goddelijk profiel | Joris PK nr 3                | De Meulder |

Het verhaal Het Chinese vuur is uitgegeven in de stripbundelingen Cartoon Aid (1989) en in Stripturf (1987).
De twee verhalen uit de Nieuwe Revu zijn nooit in albumvorm uitgegeven.